# Битлис (вилает)
Битлис (на турски: Bitlis) е вилает в Източна Турция. Намира се на запад от езерото Ван. Административен център на вилаета е едноименният град Битлис.
Вилает Битлис е с население от 413 446 жители (оценка от 2006 г.) и обща площ от 6707 кв. км. Разделен е на 7 общини.

## Население
Численост на населението според преброяванията през годините:
| Година | Численост |
| 1990   | 330 115   |
| 2000   | 388 678   |
| 2011   | 336 226   |